# 定向半球反射率
定向半球反射率是表面在直接照明下的反射率（沒有漫射元件）。
定向半球反射率是BRDF在所有可查看方向上的積分。它有時被稱為"黑色天空反照率"。參見：雙向半球反射率